# Le Grais
Le Grais ist eine französische Gemeinde mit 206 Einwohnern (Stand: 1. Januar 2022) im Département Orne in der Region Normandie (vor 2016 Basse-Normandie). Sie gehört zum Arrondissement Argentan und zum Kanton Athis-Val de Rouvre (bis 2015 Briouze). Die Einwohner werden Graisiens genannt.

## Geographie
Le Grais liegt etwa 23 Kilometer westsüdwestlich vom Stadtzentrum von Argentan. Umgeben wird Le Grais von den Nachbargemeinden Lonlay-le-Tesson im Norden und Westen, Faverolles im Nordosten, Saint-Georges-d’Annebecq im Osten und Südosten, Beauvain im Süden sowie Les Monts d’Andaine im Westen.

## Bevölkerungsentwicklung
| 1962                      | 1968 | 1975 | 1982 | 1990 | 1999 | 2006 | 2011 | 2016 |
| ------------------------- | ---- | ---- | ---- | ---- | ---- | ---- | ---- | ---- |
| 298                       | 249  | 217  | 198  | 156  | 175  | 196  | 218  | 199  |
| Quelle: Cassini und INSEE |      |      |      |      |      |      |      |      |

## Sehenswürdigkeiten
- Kirche Notre-Dame-des-Sept-Douleurs aus dem 19. Jahrhundert
- Schloss Le Grais aus dem 18. Jahrhundert

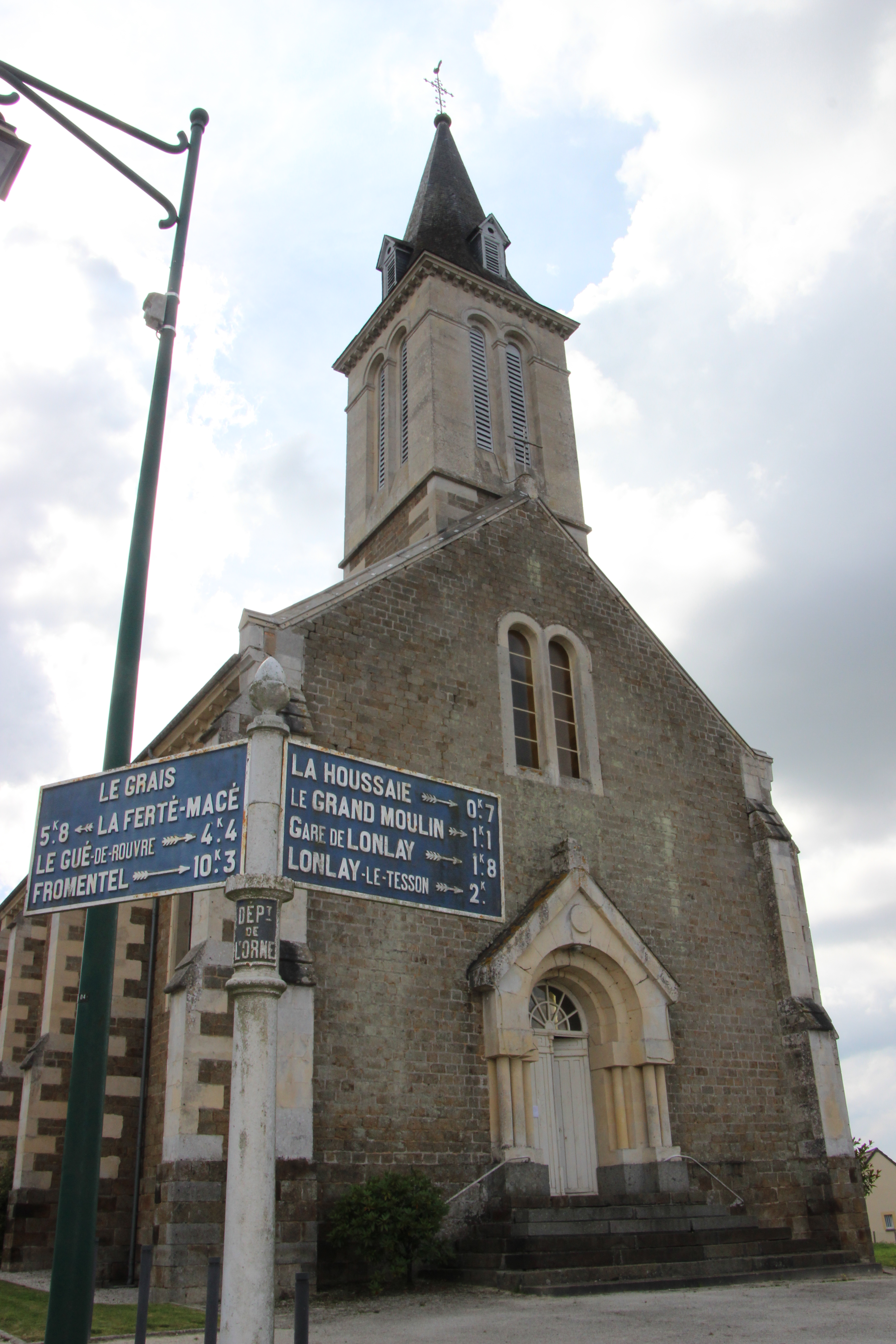
Kirche Notre-Dame-des-Sept-Douleurs